# Лютеранская церковь Святой Марии (Санкт-Петербург)
Лютеранская церковь святой Марии — утраченная евангелическо-лютеранская кирха немецко-русского прихода, располагавшаяся в Санкт-Петербурге на углу Кронверкской и Сытнинской улиц. Построенная в 1872—1874 годах по проекту Виктора Шрётера и Иеронима Китнера, в 1935 году она была закрыта и передана под детский клуб. Разобрана на дрова в годы Второй Мировой войны.
В 2014 году на пустыре на месте церкви при археологических изысканиях были обнаружены части фундамента и некрополя, а также останки 255 человек, предположительно, работавших на строительстве Петербурга при Петре I. Археологи считают, что многие захоронения на участке остались не раскрытыми. С 2012 года земля принадлежит коммерческой компании, которая планировала построить на месте бывшей кирхи жилищно-деловой комплекс. Участок долгое время пустовал, в 2021 году горожане разбили на нём общественный сад, высадив многолетние травы и кустарники, однако уже спустя несколько месяцев все насаждения скосили местные коммунальные службы.

## История
Приход был создан в 1866 году для проживавших на Петроградской стороне лютеран, община которых насчитывала около 3500 человек. Первый проект церкви на 200—300 человек был создан по заказу фабриканта Андрея Карловича Кумберга. Письмо в городскую думу с просьбой выделить место для строительства также подписали князь Барклай де Толли-Веймарн, пастор Альберт Карлович Мазинг, полковник Р. Риттер, статский советник Э. П. фон Буш, директор Петропавловского училища Графф. На строительство через пожертвования был собран капитал в 25 тысяч рублей, среди дарителей были графиня Стенбок-Фермор, Великий Князь Владимир Александрович, фабриканты Штанге, Николаи, Керем, Шрадер, Бальнер и другие. Проект церкви создали архитекторы Виктор Шрётер и Иероним Китнер, не взявшие платы за работу. Строительство шло с 1872 по 1874 год.
Чтобы поднять расположенный в низине участок, на месте будущей церкви создали насыпь в два с половиной аршина, на которой установили фундамент из бутовой плиты. Методика строительства была очень схожа с фахверковой системой, в этом же стиле были декорированы фасады. Интерьер украшали штукатурные тяги, лепные капители на столбах, орнамент над окнами, главным декоративным элементом стало расписное алтарное окно, выполненное в мастерской Владимира Сверчкова и подаренное церкви князем де Толли. Отапливалась церковь пневматическими печами системы Креля. Венчала кирху остроконечная колокольня высотой 32 метра.
Общие затраты на строительство составили 34.630 рублей. При приходе работали сиротский приют, богадельня для вдов, училище третьего разряда. Только в этом лютеранском приходе собрания проводились как на немецком, так и русском языке.
В выпуске журнале «Зодчий» за март 1872 года сохранились чертежи и подробное описание церковной школы: двухэтажное деревянное здание под острой крышей вмещало парадный зал, 4 кабинета на 50 учеников и служебные помещения, в нём было проведено водяное отопление и установлена канализация.
В 1912 году церковь отремонтировали, после 1917 года её передали адвентистам, а в 1935-м — детскому клубу. Во время блокады Ленинграда храм разобрали на дрова.

### Пасторы, служившие в приходе
- Александер Юргенсон (1861—1928)
- Альберт Мазинг (1867—1910, нем. Albert Ludwig Immanuel Masing)
- Теодор Карл Майерсон (1885—1888)
- Лео Шульц (1902—1911)
- Иоганн Мазинг (1910—1920, нем. Johannes Konstantin Masing)

## Современность
Пустырь на месте церкви стал предметом серии градостроительных скандалов между петербуржцами, частной компанией и властями города. В 2012 году за 150 млн рублей город продал участок компании «Унисто Петросталь», которая планировала построить на нём многофункциональный деловой и жилой комплекс. В 2014-м, после сноса располагавшихся на нём построек были проведены археологические изыскания, при которых были обнаружены фундамент лютеранской церкви и некрополь с останками 255 человек. Согласно проведённому РАН исследованию, в некрополе захоронены приехавшие при Петре I строители Петербурга, работавшие в городе в момент его основания. Останки были перезахоронены на Новом Колпинском кладбище. Предположительно, значительная часть некрополя на тот момент не была раскрыта. С 2014 года местные жители пытались добиться от КГИОП внесения этого участка в список объектов культурного наследия, однако получили отказ. В 2015 году администрация присвоила пустырю статус территории зелёных насаждений, где запрещено строительство, после чего собственник подал в суд и после серии разбирательств смог добиться отмены этого решения. В марте 2019 года «Унисто Петростали» разрешили застройку, однако к тому моменту компания обанкротилась и её имущество было передано банку «Санкт-Петербург».
В апреле 2019 года мэр города Александр Беглов поручил благоустроить зелёную зону на месте бывшей церкви, однако реализован этот проект не был. В мае 2021 года горожане разбили на пустыре общественный сад, высадив в нём многолетние травы и кустарники. Уже в сентябре 2021-го все растения были скошены: администрация Петроградского района объяснила это тем, что на портале «Наш Город» была оставлена анонимная жалоба на «сорняки в человеческий рост», после чего власти направили собственнику участка требование привести участок в порядок.
Инициативу создания общественного сада поддержали организации ВООПИиК, «Петроградская диаспора», «Открытая лаборатория Город», «Ассамблея», петербургская лютеранская община. В 2021-м было подготовлено обращение в администрацию Петербурга с просьбой выкупить землю в городскую собственность, после чего на ней будет возможно создание постоянной зелёной зоны. Активисты разработали проект ландшафтного дизайна, который при минимальной интервенции дал бы горожанам общественное пространство для отдыха, отразив и его историческую ценность.
К концу 2022 года власти Петербурга должны разработать и утвердить новый Генеральный план развития города. Если участок бывшей церкви и кладбища получит статус зоны общественно-деловой застройки, на нём будет разрешено капитальное строительство, что приведёт к полной утрате этих памятников. С просьбой не допустить разрушения некрополя и фундамента церкви горожане обратились к главе Следственного Комитета РФ Александру Бастрыкину. По состоянию на конец января 2023 года сведения о результатах проверки СК обнародованы не были. Защитники общественного сада начали сбор подписей за его сохранение.